# Frederik de Houtman
Frederik de Houtman (1571 – 21. oktober 1627) eller Frederick de Houtman var en hollandsk søfarer og opdagelsesrejsende, som sejlede langs Australiens vestkyst på vej til Batavia i Nederlandsk Ostindien.

## Biografi
Frederik de Houtman blev født i 1571 i Gouda, De Forenede Nederlande.
Han assisterede sin landsmand søfareren Pieter Dirkszoon Keyser med astronomiske observationer på sin første ekspedition fra de De Forenede Nederlande til Ostindien i 1595-1597.
De Houtman var en ældre bror til Cornelis de Houtman, som blev dræbt på en anden ekspedition i 1598-1599. Frederik blev fængslet af sultanen af Aceh i det nordlige Sumatra, men udnyttede tiden i fængslet til at studere det lokale malajiske sprog og foretage astronomiske observationer.
I 1603, efter sin tilbagevenden til De Forenede Nederlande, publicerede Houtman sine stjerneobservationer i et appendix til hans bog om malajiske og malagassiske sprog.
I 1619 sejlede han til Ostindien igen for VOC (Nederlandske Ostindiske kompagni). De Houtman med skibet Dordrecht og Jacob d'Edel med skibet Amsterdam kom tæt på land ved den australske vestkyst nær vor dages Perth. De kaldte området d'Edelsland. Herfra sejlede de nordpå langs kysten og kom til en gruppe sandbanker, som de lige akkurat undgik, der efterfølgende blev kaldt Houtman Abrolhos. De Houtman gik i land i området kendt som Eendrachtsland, som tidligere var blev opdaget af Dirck Hartog. I sin journal identificerede de Houtman disse kyststrækninger som Marco Polos land Beach eller Locach, der blev vist på tidens kort som f.eks det af Jan Huygen van Linschoten.
De Houtman døde den 21. oktober 1627 i Alkmaar, De Forenede Nederlande.